# 聖約瑟夫 (內華達州)
聖約瑟夫（英語：Saint Joseph）是位於美國內華達州克拉克縣的鬼鎮。

## 歷史
聖約瑟夫的郵局於1867年設立，其後於1883年停運。

## 地理
聖約瑟夫所處的海拔為高於海平面412米（即1352英呎），而該地所採用的時區為UTC-8，即太平洋时区（PST）。同時該地設有夏令時間，為UTC-8調快一小時，即UTC-7（PDT）。